# نمونه‌برداری (پردازش سیگنال)

دیاگرام تبدیل سیگنال پیوسته به سیگنال گسسته

نمونه‌برداری، یکی از مهم‌ترین مراحل فرایند تبدیل سیگنال آنالوگ به دیجیتال است. در تئوری پردازش سیگنال گسسته اثبات می‌شود که حداقل فرکانس نمونه‌برداری می‌بایست دو برابر پهنای باند فرکانسی سیگنال نمونه‌برداری شده باشد تا بتوان سیگنال پیوسته را از سیگنال نمونه‌برداری شده بازسازی نمود.

## تحلیل سیگنال نمونه‌برداری شده در حوزه زمان و فرکانس

تبدیل سیگنال پیوسته به سیگنال گسسته

تبدیل سیگنال پیوسته به سیگنال گسسته

می‌توان گسسته‌سازی یک سیگنال پیوسته را به دو مرحله تقسیم کرد:
1. تبدیل سیگنال پیوسته به یک سیگنال پیوسته ولی نمونه برداری شده.
2. گسسته‌سازی سیگنال نمونه‌برداری شده.

در شکل، سیگنال در مراحل مختلف نمایش داده شده است. ابتدا سیگنالی پیوسته {\displaystyle x_{c}(t)} که ورودی سیستم است نمایش داده شده است. سپس این سیگنال در سیگنال {\displaystyle s(t)} ضرب می‌شود.
{\displaystyle x_{s}(t)=x_{c}(t)s(t)}
که سیگنال {\displaystyle s(t)} به صورت زیر تعریف می‌شود:
{\displaystyle s(t)=\delta (t-nT)}
که T دوره تناوب نمونه‌برداری، n عددی طبیعی و {\displaystyle \delta } تابع دلتای دیراک است. حاصل {\displaystyle x_{s}(t)} سیگنالی است پیوسته، ولی نمونه‌برداری شده. در نهایت سیگنال نمونه‌برداری شده گسسته‌ می‌شود، یعنی:
{\displaystyle x[n]=x_{s}(nT)}